# Kirche Christi mit der Elias-Botschaft
Die Kirche Christi mit der Elias-Botschaft (englisch: „The Church of Christ with the Elijah Message“) hat als Glaubensgrundlage die Bibel, den „Bericht der Nephiten“ (Bezeichnung der Kirche für das Buch Mormon) sowie 120 Botschaften, die der auferstandene Johannes der Täufer als Engel den Aposteln Otto Fetting (von 1871 bis 1933) und W. A. Draves (von 1912 bis 1994) zwischen 1927 und 1994 überbracht haben soll.
Nach Ansicht dieser Kirche ist Joseph Smith zwar ursprünglich von Gott beauftragt worden, aber in seinen späteren Lebensjahren von Gott und seinem Wort abgefallen. So werden auch sämtliche anderen Schriften und Offenbarungen Smiths verworfen. Dies gilt auch für die zusätzlich entstandenen Lehren und Prophetien von Smiths Nachfolgern innerhalb der HLT-Kirche. Die Kirche Christi mit der Elias-Botschaft betrachtet sich selbst nicht als mormonische Glaubensgemeinschaft.
1994 und 2003 kam es zu Spaltungen der Kirche.

## Hauptunterschiede zur größten Mormonenkirche
- Das Buch Mormon wird als „Bericht der Nephiten“ (englisch: „The Record of the Nephites“) bezeichnet, wobei lediglich der Text der ersten Version, der sogenannten Palmyra-Ausgabe von 1830, anerkannt und herausgegeben wird. Nähere Angaben zu dieser Veröffentlichung siehe „Literatur“.
- Die Selbstbezeichnung der Mitglieder ist „Christen“ und nicht „Heilige“.
- Die Kirche hat keinen Präsidenten oder obersten Propheten an der Spitze, sondern sieht Christus als Haupt der Kirche. Für die Betreuung und Verwaltung der Kirche ist ein Apostelkollegium aus gleichberechtigten Mitgliedern ohne dominierenden „Oberapostel“ zuständig.
- Für die Ewigkeit geschlossene geistige Ehen gibt es nicht.
- Eine Ahnenforschung und die sich daraus ergebenden Totentaufen fehlen.
- Geheime Tempelrituale und Weihen finden nicht statt.
- Die ständige Weiterentwicklung Gottes zu einem immer höheren Wesen – d. h. auch die Lehre, dass Gott vor Urzeiten einmal so war, wie wir jetzt sind – wird vollkommen abgelehnt.

## Hauptsächlicher Lehrunterschied zu allen anderen christlichen Gemeinden
Neben der Bibel und dem „Bericht der Nephiten“ gelten 120 Botschaften mit dem Titel "Das Wort des Herrn", (englisch: "The Word of the Lord") als weitere Offenbarungsquelle. Gemäß diesen Botschaften erschien den Aposteln Otto Fetting und W. A. Draves immer wieder der auferstandene Johannes der Täufer als Engel in der Gestalt eines berührbaren und materialisierten Wesens. Botschaft 97, Vers 21 vom 2. Juni 1978 besagt: "Ich bin Johannes der Täufer, ein auferstandenes Wesen. Ich bin Körper, Fleisch und Bein, wie du mich siehst." Nach der Meinung der Kirche wurden diese Botschaften zwischen 1927 und 1994 den Aposteln Otto Fetting und W. A. Draves in englischer Sprache wortwörtlich diktiert. Fetting soll von 1927 bis 1933 insgesamt 30 Botschaften erhalten haben. Die weiteren Botschaften hat Draves von 1937 bis kurz vor seinem Tod im Jahre 1994 erhalten. Seitdem soll der Bote nicht mehr erschienen sein. Die Kirche erwartet jedoch sein weiteres Kommen.
Das erneute Kommen und Wirken Johannes des Täufers in der Kraft des alttestamentlichen Propheten Elija nochmals jetzt in der Endzeit soll den Weg für das zweite Kommen Jesu bereiten, so wie diese Wegbereitung durch Johannes den Täufer auch vor dem ersten Kommen Jesu geschehen ist. Dies wird mit Mal 3,1-4 und 23-24 , Mt 17,10-13  und Lk 1,17 und 76  begründet. Johannes der Täufer ist nach Ansicht dieser Kirche somit der „Elija“, der kommen soll.
Nach Mal 3,4  ist, wenn Jesus kommt, das Opfer in Juda und Jerusalem dem Herrn wohlgefällig und bereitet ihm Freude. Da dies bei der ersten Ankunft Jesu nicht der Fall war, bezieht sich nach Ansicht der Kirche mit der Elias-Botschaft Mal 3,4 mehr auf das zweite als auf das erste Kommen Jesu. Johannes der Täufer soll dann erneut der Bote sein, der in der Kraft und Stärke des Elija Jesus den Weg vor seinem zweiten Kommen bereitet und das Kommen Jesu vorbereitet.
Für die Rückkehr Johannes’ spreche auch, dass in Lk 1,76 im griechischen Grundtext der Plural „Wege“ steht wie zum Beispiel auch in der Elberfelder Übersetzung und im Konkordanten Neuen Testament. Demnach sei das Kommen Johannes des Täufers nicht nur ein einmaliges Geschehnis vor dem ersten Kommen Jesu gewesen. So wie Jesus ein zweites Mal kommt, genauso muss dann auch Johannes der Täufer ein zweites Mal kommen, um Jesus die „Wege“ zu bereiten. Dieses zweite Kommen des „Elija“ gliedert sich in den 120 bekannten Besuchen bei Fetting und Draves und in noch erwartete zukünftige Besuche auf.
Dieser Bote Jesu gab den beiden Aposteln der Kirche in diesen 120 Botschaften sowohl Anweisungen wie zum Beispiel umfassend über den Bau des Tempels auf dem Tempelplatz in Independence in Missouri wie auch Trostworte, Warnungen und Prophetien für die Menschen in den Jahrzehnten vor der Wiederkunft Jesu. Auch zahlreiche persönlich an die Empfänger gerichtete Worte sowie Anweisungen über Personalentscheidungen innerhalb der Kirche sind enthalten.
Nähere Angaben zur englischen Ausgabe des Jahres 2005 sowie zu den deutschen Übersetzungen siehe "Literatur" und "Weblinks".

## Historische Entwicklung
Die Kirche Christi mit der Elias-Botschaft ging hervor aus der Kirche Christi (Fettingiten), die selbst wiederum aus der Kirche Christi (Temple Lot) hervorging. Beide Kirchen bestehen bis heute eigenständig weiter, sind aber deutlich kleiner als die Kirche Christi mit der Elias-Botschaft. Die Kirche Christi (Temple Lot) wiederum entstand aus frühen Anhängern von Joseph Smiths ursprünglicher, 1830 gegründeter „Kirche Christi“ (engl. Church of Christ), welche das Buch Mormon und Smiths frühe Prophezeiungen über die Errichtung eines Neuen Zion in Missouri akzeptiert hatten, Smiths zunehmend vom traditionellen Christentum abweichende spätere Lehren aber nicht mehr annahmen.
Die historische Entwicklung der Eliasbotschaft-Kirche ist untrennbar verbunden mit den beiden Botschaftsempfängern und Kirchengründern Otto Fetting und W. A. Draves.

## Spaltungen der Kirche
Im Jahre 1994 akzeptierte ein Teil der Apostel die letzten drei Engelbotschaften nicht, in denen einige Mitglieder aus dem Amt des Priestertums enthoben wurden. Einige dieser enthobenen Priester weigerten sich allerdings, dies zu akzeptieren, und spalteten sich von der Kirche ab.
Unter ihnen spielten Howard Leighton-Floyd und James E. Parker eine sehr große und besondere Rolle in dieser Abspaltung.
Diese kleine Abspaltung stahl die Hausschlüssel des damaligen Hauptsitzes und verweigerte seitdem deren Übergabe, sodass die damalige Adresse 608 Lacy Road für den Teil der Kirche, die die letzten drei Botschaften akzeptiert und fast alle Mitglieder stellte und stellt, umgeändert werden musste.
Diese kleine Abspaltung führt den ursprünglichen Namen der Kirche „The Church of Christ with the Elijah Message – Established Anew 1929“ bis heute fort.
Die größte Gruppe der ursprünglichen Kirche entfernte deswegen den Untertitel "Established Anew 1929" von ihrem Namen, um Verwechslungen entgegenzuwirken.
In dieser größten Gruppierung kam es 2003 wieder aufgrund Meinungsunterschieden innerhalb der Apostel bezüglich einer Offenbarung für weitere Ordinierungen durch den Apostel Mervyn Johnson zu einer Spaltung der Kirche.
Die Apostel und der Teil dieser Kirche, die der Offenbarung glaubten, u. a. Draves' Sohn Leonard Draves, gründeten im Jahre 2004 "The Church of Christ with the Elijah Message – The Assured Way of the Lord, Inc."
Der Teil, der die Offenbarung nicht anerkannte und den größten Teil der Mitglieder stellte und stellt, verblieb in bestehender Kirche und Organisation.
Alle drei Gruppen verstehen sich als dieselbe Kirche, erheben denselben Anspruch und führen denselben Namen, wenn auch mit unterschiedlichem – bzw. die größte Gruppe ohne – Untertitel.

## Hauptsitz und Verbreitungsgebiete
Hauptsitz der „The Church of Christ with the Elijah Message“ und der "The Church of Christ with the Elijah Message – The Assured Way of the Lord, Inc." sind Independence im US-Bundesstaat Missouri.
Weltweit hatte 1989 The Church of Christ with the Elijah Message rund 12.500 Mitglieder und ist damit die drittgrößte der auf Joseph Smith zurückgehenden Konfessionen; die Kirche Jesu Christi (Bickertoniten) gibt jedoch mit 12.136 eine nur wenig geringere Mitgliederzahl an. Sie sind außerhalb der USA hauptsächlich in Kenia, Uganda, Indien und auf den Philippinen sowie in Europa vor allem auch in England, Belgien und den Niederlanden zu finden. Die Missionszentrale für Deutschland und Europa war bis 1990 in Rottweil. Die Leitung hatte der Deutsche Martin Huonker (von 1896 bis 1990), der von der Kirche zum Apostel ordiniert wurde, was in anderen Kirchen mit einem Bischof vergleichbar ist. Martin Huonker veröffentlichte auch zahlreiche Schriften.
Bis jetzt gibt es auch in Deutschland Mitglieder, als Älteste, Evangelisten und Jünger ordiniert, die berechtigt sind, mit Vollmacht zu taufen.

### Hauptveröffentlichungen der Religionsgemeinschaft
- Das Wort des Herrn mit allen 120 Botschaften auf Deutsch mit Vorwort, Einleitung und den Glaubensgrundsätzen (Volltext als PDF-Datei). Englischer Originaltitel The Word of the Lord – Brought to Mankind by an Angel. – The Authorized Version of The Church of Christ, Independence (Missouri), 2005. Enthalten sind die 120 Botschaften an Otto Fetting und W. A. Draves. Die Ausgabe von 2005 umfasst über 170 DIN-A4-Seiten (davon fast 40 Seiten Konkordanz). In deutscher Übersetzung wurden die Botschaften 1 bis 93 aus den Jahren 1927 bis 1974 unter dem Titel „Das Wort des Herrn, gebracht zur Menschheit durch Seinen Engel“ im Jahr 1974 durch Martin Huonker als Buch veröffentlicht, das im Wegweiser-Verlag Wannweil erschienen ist. Diese Ausgabe ist inzwischen vergriffen. Ein anderer Übersetzer und Herausgeber veröffentlichte die Botschaften 91 bis 103 aus den Jahren 1972 bis 1987 unter der Bezeichnung „Das Wort des Herrn. Gebracht durch einen Engel zur Menschheit“. Inzwischen wurden die Botschaften aus der englischen Sprache ganz und manche teilweise auch in mehrere Fremdsprachen wie zum Beispiel in die deutsche[4] französische[5], polnische, spanische[6] und russische Sprache[7] übersetzt und sind in vielen Teilen der Welt bekannt. Zurzeit wird an der Übersetzung in die griechische Sprache gearbeitet.

- Der Bericht der Nephiten: The Record of the Nephites. Original Palmyra Edition, Published in 1830, The Restored Palmyra Edition, Independence (Missouri), 2004. – Die Kirche veröffentlichte seit 1957 – letzte Auflage von 2004 auf fast 650 DIN-A4-Seiten, davon über 200 Seiten ausführliches Stichwortverzeichnis – „The Record of the Nephites“ mit dem Text der Erstausgabe des Buches Mormon von 1830. Die spätere Einteilung der HLT-Kirche in Kapitel und Verse wurde inzwischen jedoch übernommen. Dieses Werk ist nur in englischer Sprache erhältlich.

- The Voice of Joy. – ist eine 20-seitige Monatszeitschrift im DIN-A4-Format, die ab der Dezemberausgabe 2002 auch auf der  Website der Kirche erscheint. In jeder Ausgabe sind jeweils etwa drei Seiten den Botschaften gewidmet, wobei der Abdruck jeweils einer ganzen Botschaft und auch die Auflistung aller Textstellen aus den gesamten Botschaften zu einem bestimmten Begriff erfolgt. Auffällig ist bei vielen Beiträgen die christozentrische, evangelikale und erbaulich-erweckliche Ausrichtung. Ein Großteil der Artikel könnte genauso gut auch in Zeitschriften anderer evangelikaler Kirchen zu finden sein.

### Weitere Veröffentlichungen der Religionsgemeinschaft
- Living in Victory through Hungering for Righteousness.
- The Coming Forth of the Record of the Nephites. – über Entstehung und Überlieferung des Buches Mormon
- The Elijah Message. Sent to Prepare the Way for Christ's Return.
- We are not Mormons.
- What Must I Do to Be Saved in the Kingdom of God?